# Заборовський Микола Олексійович
Микола Олексійович Заборовський (19 грудня (за паспортом 29 грудня) 1926 року с. Забарівка Корюківського р-ну Чернігівської обл.) — поет, краєзнавець.

## Біографія
Народився Микола Олексійович Заборовський 19 грудня 1926 р. у с. Забарівка. Батько Олексій Трохимович працював на залізниці, мати Єфросинія Андріївна — в «заготзерно». У травні 1941 року закінчив сім класів, а у червні — війна, потім — окупація. Після звільнення Корюківщини кілька місяців працював робітником ремонтної бригади з відновлення залізничної колії. У грудні 1943 року призвали до армії. До 1950 року служив на Далекому Сході, у Примор'ї, учасник нацистсько-радянської війни, брав участь у боях проти японських військ, має нагороди. Після демобілізації, у 1956 р. почав працювати вчителем в селі Забарівка. Одружився, народилися доньки Людмила і Олена. Закінчив Прилуцьке педучилище, Харківський державний університет (історичний факультет). Сорок п'ять років Микола Олексійович викладав історію, географію, малювання, креслення у Забарівській школі. Зараз не працює через вік і стан здоров'я.

## Творчість
Перші віршовані спроби М. О. Заборовського прийшлися ще на шкільні роки. Поеми, вірші, балади, гуморески друкуються у районній та обласній пресі. До його віршів писали музику композитори: А. Сухонос, Я. Коваленко.
У 2003 році була видана перша поетична збірка під назвою «Ріка життя не має берегів». А з часом ще ряд книжок про рідне село і рідну природу, батьківську мудрість і ніжність материнської душі.
Всього у творчому доробку автора сім книг, серед них: «Забарівка. Нариси про село і його людей» (2008), «Вінок життя і пам'яті» (2008), «Вогняні роки» (2005), «Крила любові» (2009), «Дивосвіт»(2010), «Ріка життя не має берегів» (2003). Останньою побачила світ книга «На грані віку» (2013). Його збірки, то є життєва сповідь про все пережите і побачене.